# Zanzibar (città)
La città di Zanzibar (in inglese: Zanzibar City, in swahili: Jiji la Zanzibar, in arabo مدينة زنجبار) conosciuta anche come Zanzibar Town, è la capitale e la più grande città di Zanzibar. La sua popolazione era di 205 870 persone nel 2002. La città sorge sulla costa occidentale dell'isola di Unguja (la più grande isola dell'arcipelago di Zanzibar e spesso anch'essa chiamata informalmente "Zanzibar") e comprende Stone Town, il centro storico, che dal 2000 è Patrimonio dell'umanità UNESCO.